# وودلوان (أوهايو)
وودلوان (بالإنجليزية: Woodlawn, Ohio)‏ هي قرية تقع في الولايات المتحدة في مقاطعة هاملتون، أوهايو. يقدر عدد سكانها بـ 3,294 نسمة ومساحتها 6.66 كم2 .

## التركيبة السكانية
قام مكتب تعداد الولايات المتحدة بتحديد بيانات التركيبة السكانية لوودلوان في تعداد الولايات المتحدة. في ما يلي، التركيبة السكانية حسب تعدادي 2000 و2010.

### تعداد عام 2000
بلغ عدد سكان وودلوان 2,816 نسمة بحسب تعداد عام 2000، وبلغ عدد الأسر 1,235 أسرة وعدد العائلات 687 عائلة مقيمة في القرية. في حين سجلت الكثافة السكانية 1,089.3 نسمة لكل ميل مربع (420.6/كم2). وبلغ عدد الوحدات السكنية 1,330 وحدة بمتوسط كثافة قدره 514.5 نسمة لكل ميل مربع (198.6/كم2).
وتوزع التركيب العرقي للقرية بنسبة 27.10% من البيض و 0.11% من الأمريكيين الأصليين و 2.38% من الأمريكيين ذوي الأصول الآسيوية و 68.39% من الأمريكيين الأفارقة و 1.14% من عرقين مختلطين أو أكثر.
بلغ عدد الأسر 1,235 أسرة كانت نسبة 21.6% منها لديها أطفال تحت سن الثامنة عشر تعيش معهم، وبلغت نسبة الأزواج القاطنين مع بعضهم البعض 33.7% من أصل المجموع الكلي للأسر، ونسبة 17.9% من الأسر كان لديها معيلات من الإناث دون وجود شريك، وكانت نسبة 44.3% من غير العائلات. تألفت نسبة 37.1% من أصل جميع الأسر من أفراد ونسبة 7.5% كانوا يعيش معهم شخص وحيد يبلغ من العمر 65 عاماً فما فوق. وبلغ متوسط حجم الأسرة المعيشية 3.06، أما متوسط حجم العائلات فبلغ 2.27.
بلغ العمر الوسطي للسكان 36 عاماً. وكانت نسبة 22.3% من القاطنين تحت سن الثامنة عشر، وكانت نسبة 9.9% بين الثامنة عشر والأربعة وعشرون عاماً، ونسبة 32.2% كانت واقعةً في الفئة العمرية ما بين الخامسة والعشرون حتى والأربعة وأربعون عاماً، ونسبة 23.4% كانت ما بين الخامسة والأربعون حتى الرابعة والستون، ونسبة 12.1% كانت ضمن فئة الخامسة والستون عاماً فما فوق. يوجد لكل 100 أنثى 95.4 ذكر، ويوجد لكل 100 أنثى في الثامنة عشر من عمرها فما فوق 91.7 ذكر.
بلغ متوسط دخل الأسرة في القرية 42,978 دولار، أما متوسط دخل العائلة فبلغ 51,893 دولار. وكان متوسط دخل الذكور 40,417 دولار مقابل 31,142 دولار للإناث. وسجل دخل الفرد الخاص بالقرية 24,204 دولار. وكانت نسبة 9.1% من العائلات ونسبة 10.4% من السكان تحت خط الفقر، وكان من هؤلاء نسبة 18.6% تحت سن الثامنة عشر ونسبة 8.4% في الخامسة والستين من العمر وما فوق.

### تعداد عام 2010
بلغ عدد سكان وودلوان 3,294 نسمة بحسب تعداد عام 2010، وبلغ عدد الأسر 1,507 أسرة وعدد العائلات 766 عائلة مقيمة في القرية. في حين سجلت الكثافة السكانية 1,281.7 نسمة لكل ميل مربع (494.9/كم2). وبلغ عدد الوحدات السكنية 1,668 وحدة بمتوسط كثافة قدره 649.0 لكل ميل مربع (250.6/كم2).
وتوزع التركيب العرقي للقرية بنسبة 26.1% من البيض و 0.2% من الأمريكيين الأصليين و 2.9% من الأمريكيين ذوي الأصول الآسيوية و 0.1% من سكان جزر المحيط الهادئ و 67.2% من الأمريكيين الأفارقة و 2.5% من عرقين مختلطين أو أكثر.
بلغ عدد الأسر 1,507 أسرة كانت نسبة 24.2% منها لديها أطفال تحت سن الثامنة عشر تعيش معهم، وبلغت نسبة الأزواج القاطنين مع بعضهم البعض 26.7% من أصل المجموع الكلي للأسر، ونسبة 18.8% من الأسر كان لديها معيلات من الإناث دون وجود شريك، بينما كانت نسبة 5.2% من الأسر لديها معيلون من الذكور دون وجود شريكة وكانت نسبة 49.2% من غير العائلات. تألفت نسبة 41.9% من أصل جميع الأسر من أفراد ونسبة 7.9% كانوا يعيش معهم شخص وحيد يبلغ من العمر 65 عاماً فما فوق. وبلغ متوسط حجم الأسرة المعيشية 2.93، أما متوسط حجم العائلات فبلغ 2.10.
بلغ العمر الوسطي للسكان 39.6 عاماً. وكانت نسبة 18.9% من القاطنين تحت سن الثامنة عشر، وكانت نسبة 10.6% بين الثامنة عشر والأربعة وعشرون عاماً، ونسبة 27.7% كانت واقعةً في الفئة العمرية ما بين الخامسة والعشرون حتى والأربعة وأربعون عاماً، ونسبة 26.9% كانت ما بين الخامسة والأربعون حتى الرابعة والستون، ونسبة 15.8% كانت ضمن فئة الخامسة والستون عاماً فما فوق. وتوزع التركيب الجنسي للسكان بنسبة 45.0% ذكور و55.0% إناث.

## الموقع الجغرافي
الموقع الجغرافي للمناطق المحيطة بهذه النقطة هو كالتالي: